# Burning (Alcazar)
Burning è un singolo del gruppo musicale eurodance svedese Alcazar, pubblicato il 16 aprile 2009 dall'etichetta discografica Universal.
La canzone che ha dato il titolo al singolo è stata scritta da Joakim Udd, Karl Euren e Johan Fjellstrom ed è stata estratta come singolo dall'album Disco Defenders.

## Tracce
CD-Single (Sony - (Sony)
1. Burning - 3:07
2. Burning (A Club Called Tribe) - 6:25
3. Burning (The Voix Mix) - 5:25